# 望月貞成
望月 貞成（もちづき さだなり、1943年 - ） は、日本の機械工学者。東京農工大学名誉教授。元日本伝熱学会会長。

## 人物・経歴
1966年、東京大学工学部航空学科卒業。
1971年、東京大学大学院工学系研究科修了、工学博士、東京大学宇宙航空研究所助手。
1973年、東京農工大学工学部機械工学科助教授。
1986年、東京農工大学工学部教授。
1989年、日本機械学会熱工学部門幹事。
2006年、日本伝熱学会会長。
2008年、退職。

## 受賞・栄典
- 2002年日本機械学会賞（論文賞）[1]
- 1988年日本冷凍空調学会学術賞[1]
- 1983年日本冷凍空調学会学術賞 [1]
- 2003年日本機械学会フェロー[1]
- 2004年The Medal of Faculty of Mechanical Engineering, Czech Technical University[1]
- 2006年Doctor Honoris Causa, Timisoara Technical University[1]
- 2023年4月瑞宝中綬章[5][6]